# Meall nan Tarmachan
Meall nan Tarmachan är ett berg i Storbritannien.   Det ligger i kommunen Perth and Kinross och riksdelen Skottland, i den nordvästra delen av landet, 600 km nordväst om huvudstaden London. Toppen på Meall nan Tarmachan är 1 044 meter över havet, eller 498 meter över den omgivande terrängen. Bredden vid basen är 6,4 km.
Terrängen runt Meall nan Tarmachan är huvudsakligen kuperad, men österut är den bergig.Runt Meall nan Tarmachan är det mycket glesbefolkat, med 4 invånare per kvadratkilometer. Närmaste större samhälle är Killin, 6,2 km söder om Meall nan Tarmachan. I omgivningarna runt Meall nan Tarmachan växer i huvudsak blandskog.